# Большой Восточный Эрг
Большо́й Восто́чный Эрг (араб. العرق الشرقي الكبير‎, Эль-Арак Эш-Шарки Эль-Кабир) — самый большой эрг (песчаное море Сахары). Расположен в основном на территории Алжира, восточные окраины — на территории Туниса и Ливии.
Пустыня образовалась в результате отложения песков, нанесённых из внутренней дельты вади Игаргар. В настоящее время площадь эрга составляет свыше 100 000 км². Песчаные гряды достигают высоты 300 м, они закреплены редкими злаками и разделены галечниково-глинистыми проходами. На территории эрга — нефтяные и газовые месторождения (Хасси-Месауд, Гасси-Туиль и другие). Среди крупных оазисов — Туггурт, Уаргла, Гадамес и др. На северной окраине Большого Восточного Эрга обнаружены руины римских военных лагерей, участки древних караванных путей, остатки давилен оливкового масла и оросительных систем античного времени.